# Commune Prima
Commune Primat est un quartier de l'est de Saint-Denis, le chef-lieu et la ville la plus peuplée de l'île de La Réunion, un département d'outre-mer français dans le sud-ouest de l'océan Indien.